# Думачёва, Ольга Анатольевна
О́льга Анато́льевна Думачёва (р. 16 июня 1962) — советская и российская журналистка, редактор, бизнес-консультант. Главный редактор газеты «Вечерний Обнинск» (1998—2001) и радио «Обнинск».

## Биография
С первого по десятый класс в 1969—1979 годах училась в школе № 3.
В 1980—1984 годах училась в Томском государственном университете имени В. В. Куйбышева, где получила юридическое образование.
Обнинская журналистка Нонна Черных писала в своей книге «Обнинск на перевале эпох» об Ольге Думачевой периода августовского путча:
…В те августовские дни обнинские реформаторы и их последователи грудью встали за отвоёванную у коммунистов власть. Все ориентированные на перестройку люди сгруппировались на четвёртом этаже вокруг председателя горсовета Савченко. Он непрерывно выступал по городскому радио. К слову сказать, его редактор и ведущая Ольга Думачёва была активным бойцом в команде реформаторов, а потом, после победы Шубина, стала активным бойцом уже в новой команде. Она без преувеличения должна быть признана блестящей руководительницей журналистского спецназа. Безусловно талантливая, особенно она ценна тем, что победу может убедительно представить поражением, а поражение — победой в интересах своего патрона.
После ухода в 1998 году своего мужа Владимира Бойко с поста главного редактора газеты «Вечерний Обнинск», в которой они оба работали со дня создания, Ольга Думачёва возглавила газету.
В марте 2001 года в Обнинске был избран новый мэр Игорь Миронов, личным решением которого было прекращено финансирование «Вечернего Обнинска». Причиной стала критика и нелояльность по отношению Ольги Думачёвой к новому мэру.
Начало конфликту положило несостоявшееся интервью мэра радио «Обнинск», где Ольга Думачёва также была главным редактором. Миронов отказался давать интервью Думачёвой в прямом эфире, планируя отвечать на заранее подготовленные вопросы своего пресс-секретаря. Думачёва со своей стороны с этим не согласилась, и интервью не состоялось.
Вместе с «Вечерним Обнинском» было прекращено финансирование и радио «Обнинск».
После закрытия газеты «Вечерний Обнинск» и радио «Обнинск» полностью ушла из журналистики и занялась бизнес-консалтингом. Получила бизнес-образование, прошла несколько стажировок в западных компаниях. Работала в качестве консультанта в проекте Евросоюза ТЕРФ, участвовала в других государственных и коммерческих проектах.

### Семья
- Бывший муж — Владимир Генрихович Бойко (р. 1956) , советский и российский журналист, редактор, переводчик, эссеист, поэт[4].

### Интервью
- Скворцов Дмитрий. Борьба за живучесть: Интервью с Ольгой Думачёвой // Вы и Мы. — 6 ноября 2008 года.